# Sylvine (papillon)
Triodia sylvina
Pour les articles homonymes, voir Sylvine.
Espèce
La Sylvine (Triodia sylvina) est une espèce de lépidoptères (papillons) de la famille des Hepialidae.

## Synonymes
- Hepialus sylvina (Linnaeus, 1761)
- Hepialus sylvinus

## Description
Les femelles sont plus grandes et plus grises que les mâles.

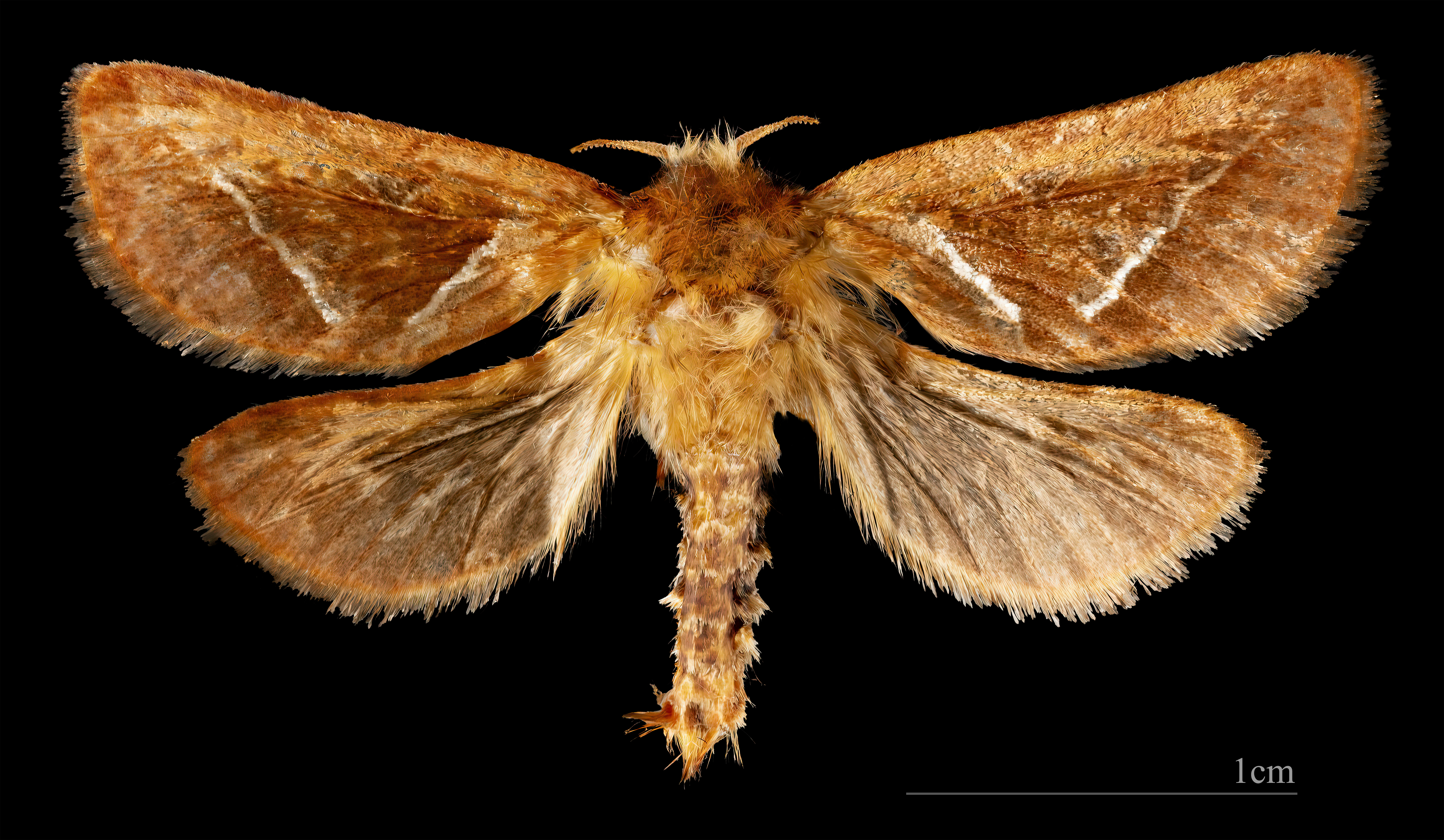
♂ MHNT
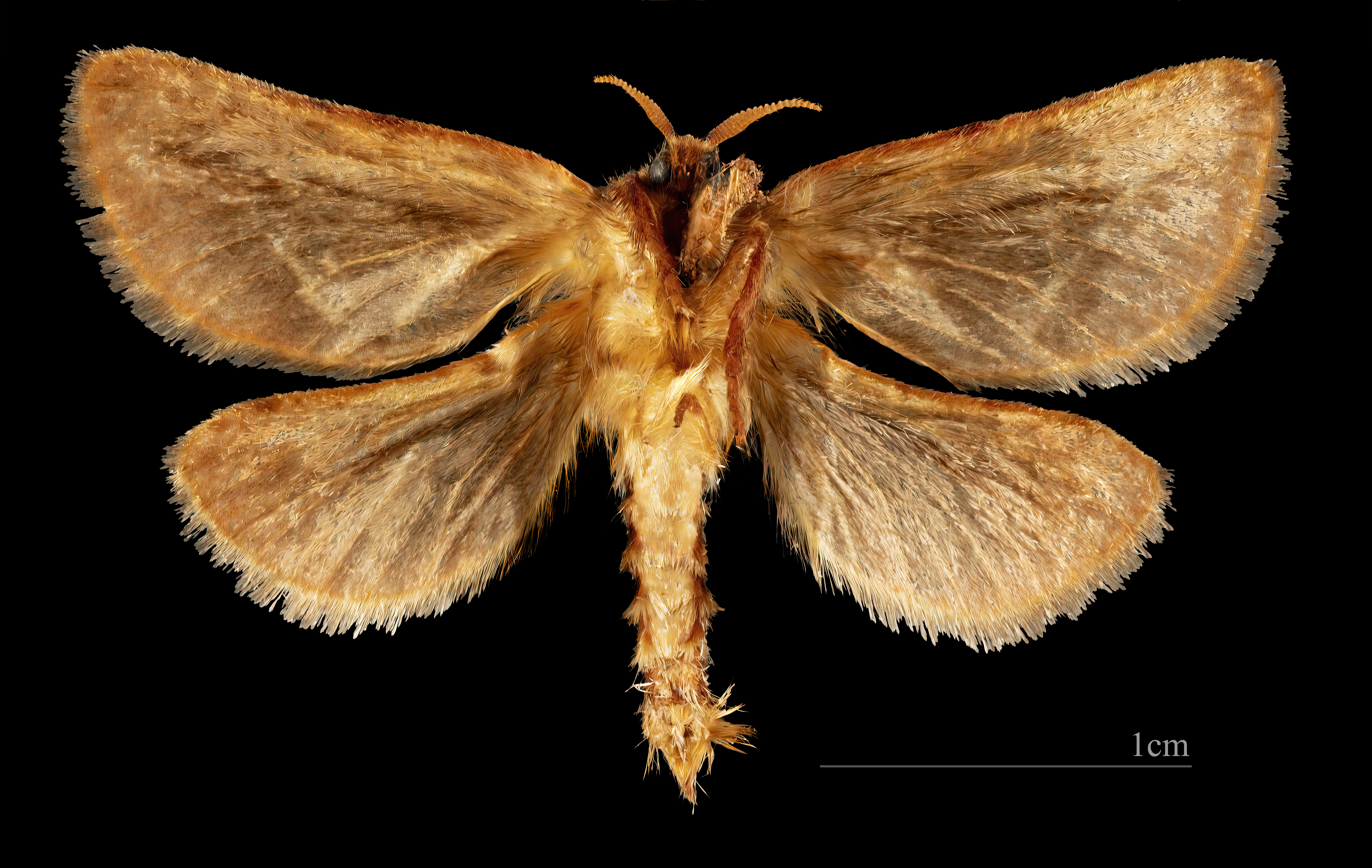
♂ △
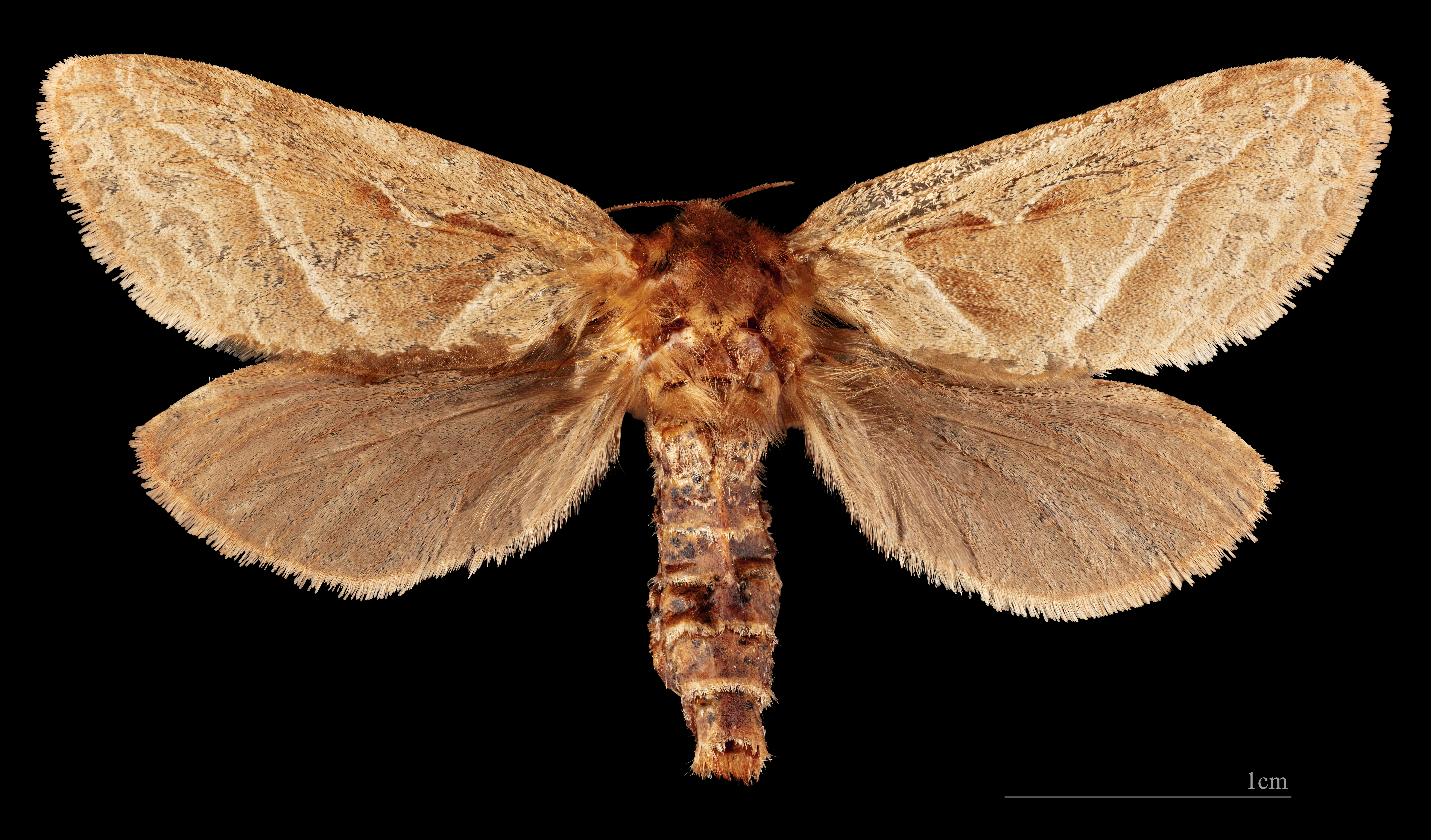
♀ MHNT
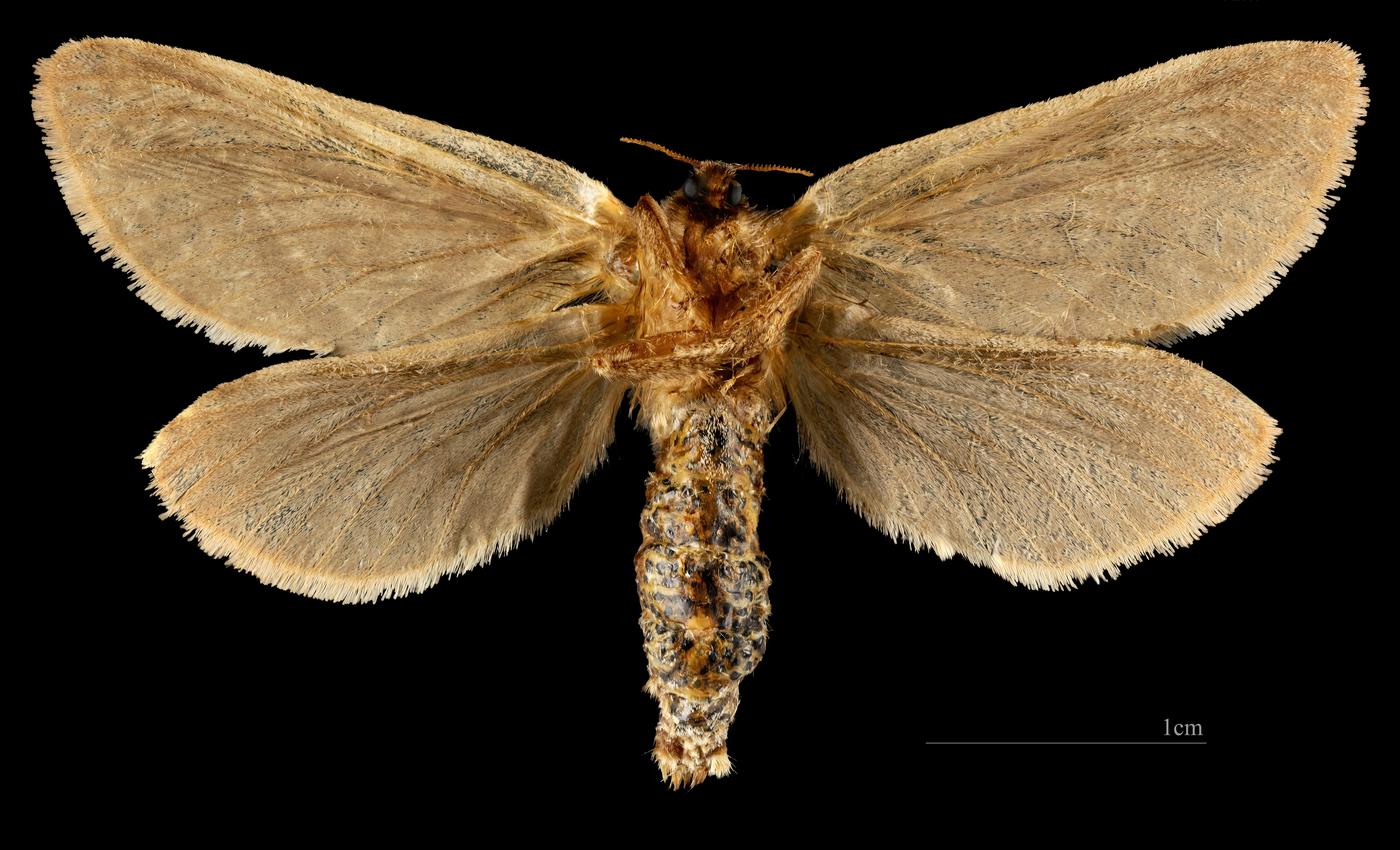
♀ △

## Distribution
C'est une espèce courante en Europe, partout en France métropolitaine, absente de Corse.

## Écologie
Elle affectionne les prairies, les espaces cultivés, les jardins. Son activité est crépusculaire et nocturne. Le vol a lieu en août et septembre, en une seule génération par an. Les femelles volent peu après avoir pondu.
Chenille : consomme les racines de diverses plantes herbacées dont le Pissenlit et plusieurs plantains; elle chrysalide sous terre dans un cocon.

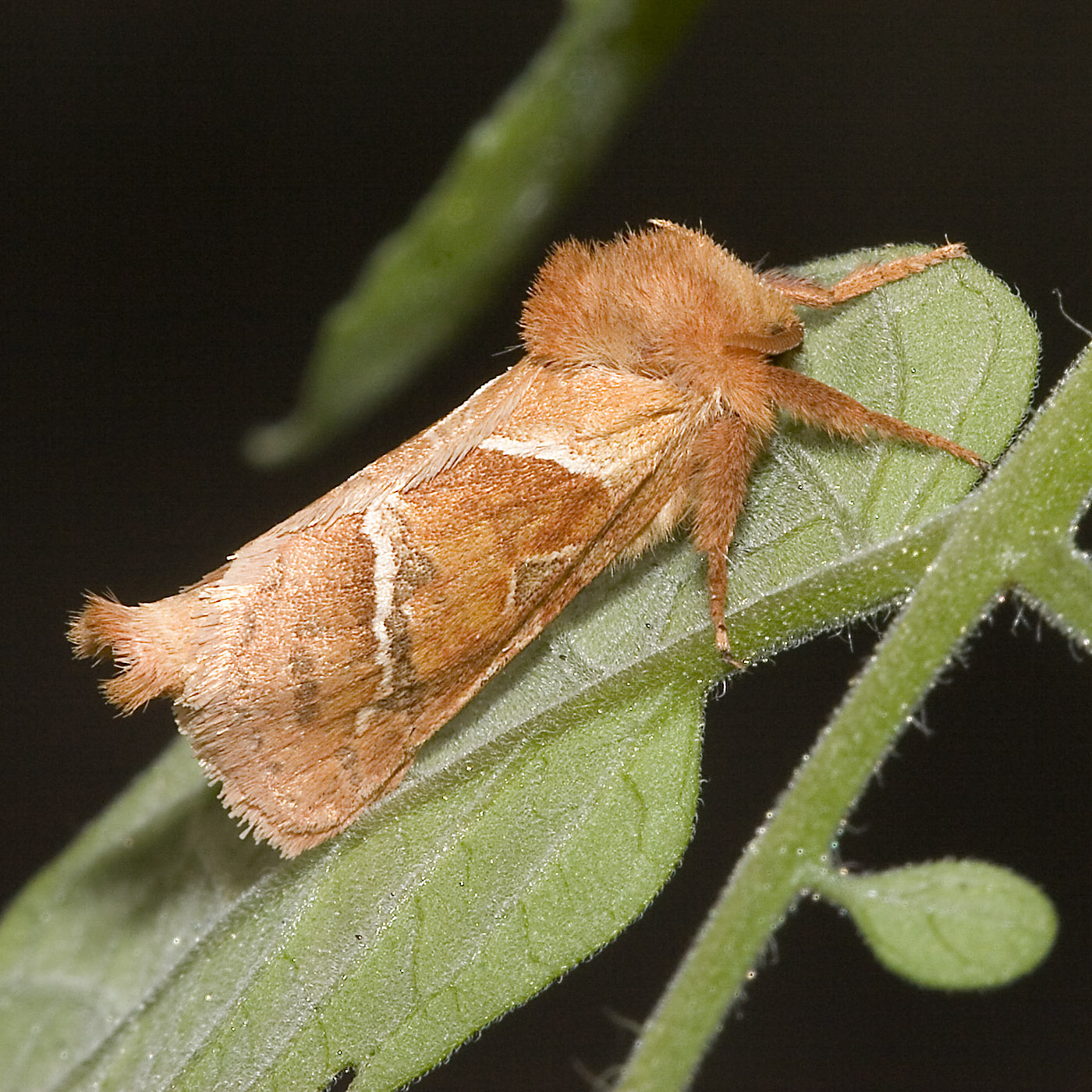
Imago mâle.
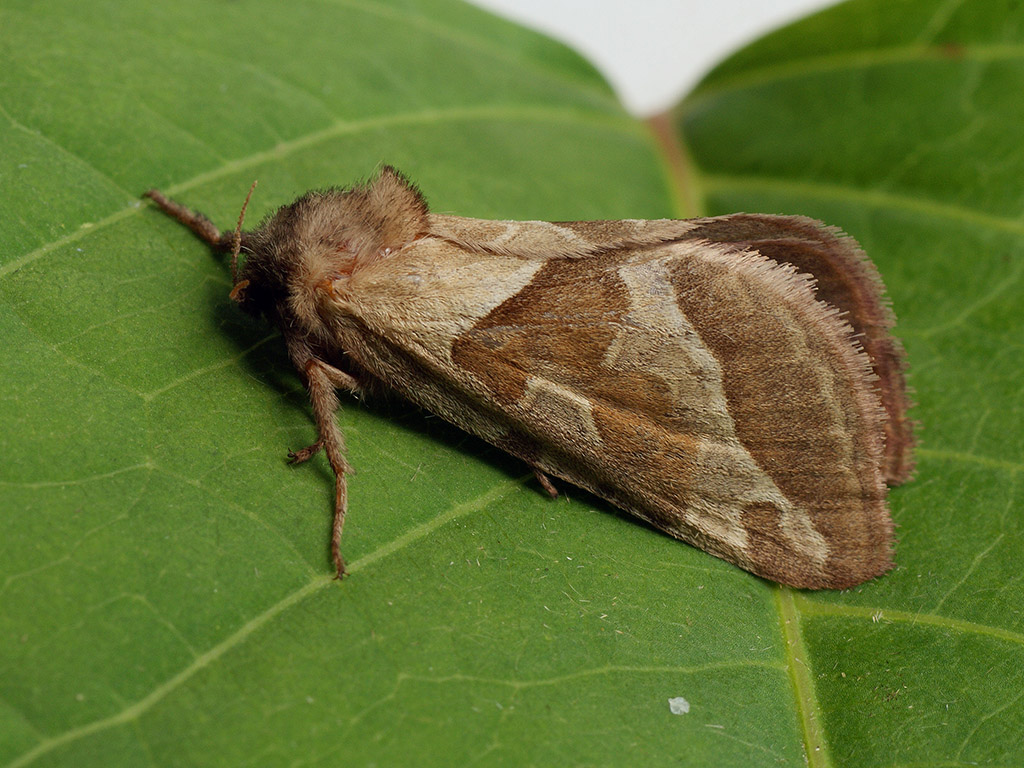
Imago femelle.
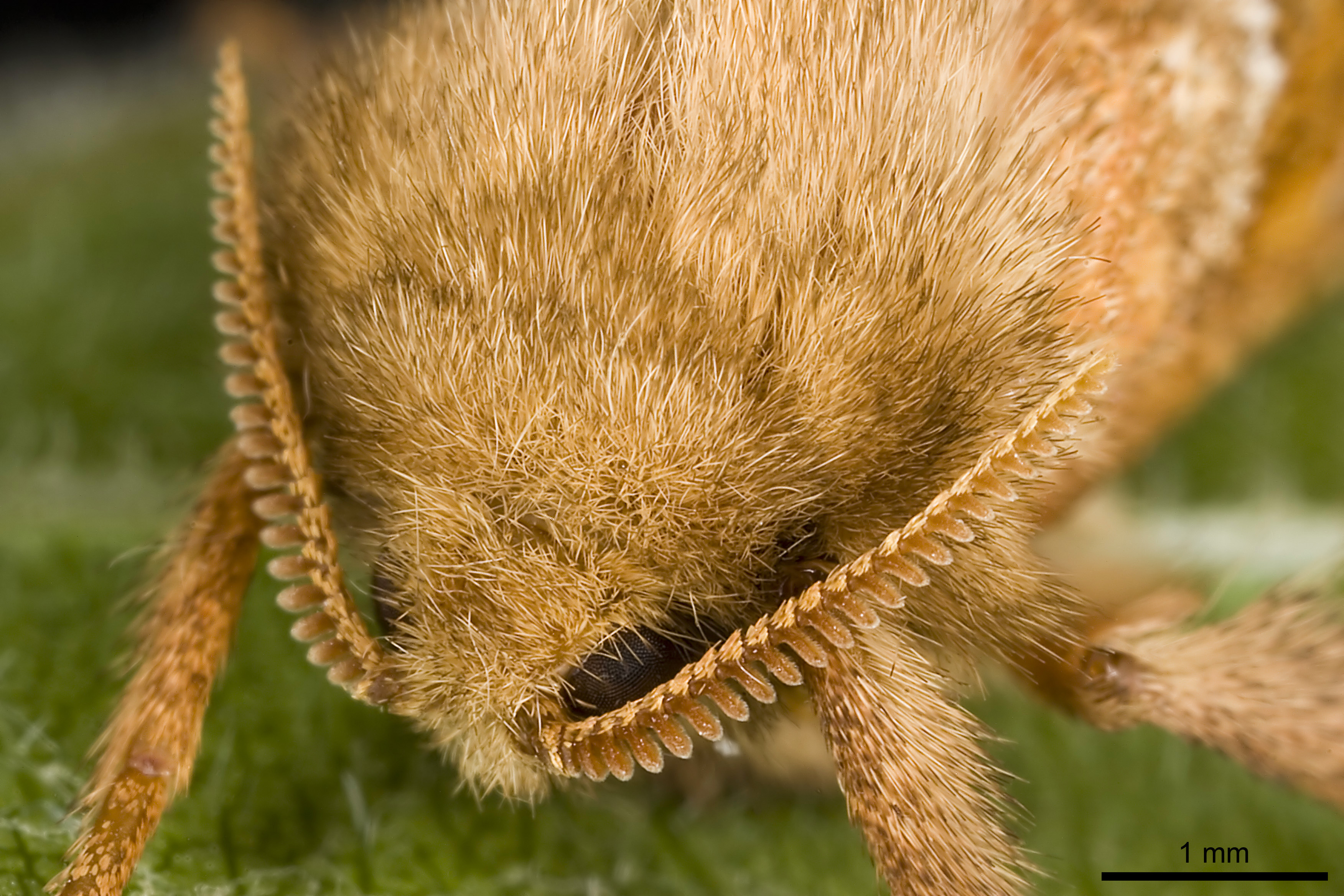
Gros plan de la tête.
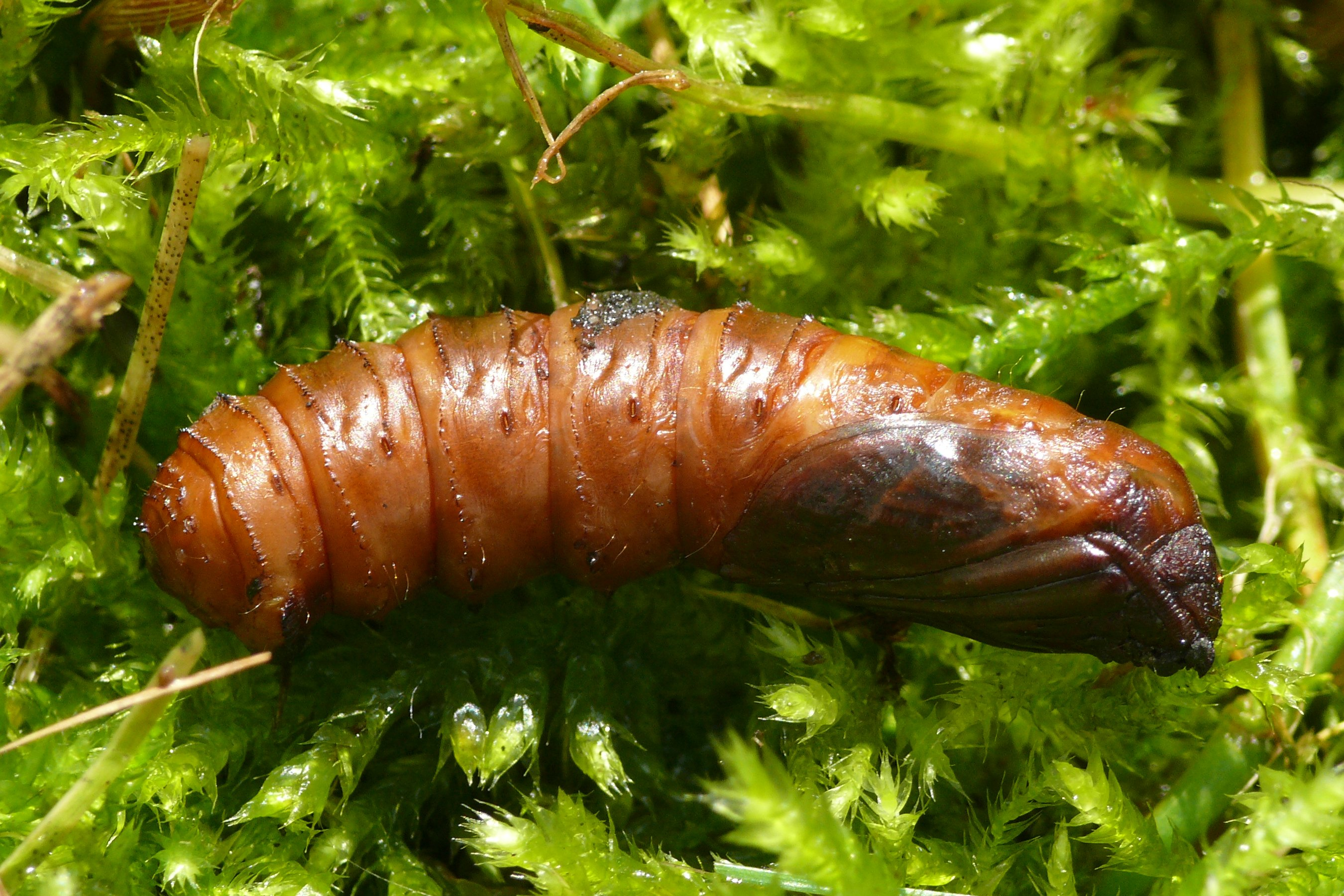
Chrysalide.